# Gran Premio Città di Camaiore 1973
Il Gran Premio Città di Camaiore 1973, venticinquesima edizione della corsa, si svolse il 20 giugno 1973 su un percorso di 220 km, con partenza e arrivo a Camaiore. La vittoria fu appannaggio del colombiano Martín Emilio Rodríguez, che completò il percorso in 5h28'00", alla media di 40,244 km/h, precedendo l'italiano Italo Zilioli e il belga Roger Swerts.

## Ordine d'arrivo (Top 10)
| Pos. | Corridore               | Squadra            | Tempo    |
| ---- | ----------------------- | ------------------ | -------- |
| 1    | Martín Emilio Rodríguez | Bianchi-Campagnolo | 5h28'00" |
| 2    | Italo Zilioli           | Dreherforte        | a 0'50"  |
| 3    | Roger Swerts            | Molteni            | s.t.     |
| 4    | Valerio Lualdi          | Brooklyn           | a 1'30"  |
| 5    | Mauro Simonetti         | Sammontana         | s.t.     |
| 6    | Giacinto Santambrogio   | Bianchi-Campagnolo | s.t.     |
| 7    | Costantino Conti        | Zonca              | s.t.     |
| 8    | Roberto Poggiali        | Sammontana         | s.t.     |
| 9    | Patrick Sercu           | Brooklyn           | a 2'00"  |
| 10   | Roger De Vlaeminck      | Brooklyn           | s.t.     |